# Belmont (Nevada)
Belmont é uma cidade fantasma, localizada no condado de Nye, estado do Nevada, nos Estados Unidos. Foi capital do condado de Nye, entre 1867 e 1905.

## Geografia
Fica a 72 quilómetros a norte de Tonopah, a capital do condado. Belmont localiza-se na encosta sudeste da cordilheira Toquima. Belmont foi mais uma cidade que nasceu e desenvolveu graças às minas e ficou fantasma, quando as minas se esgotaram.

## História

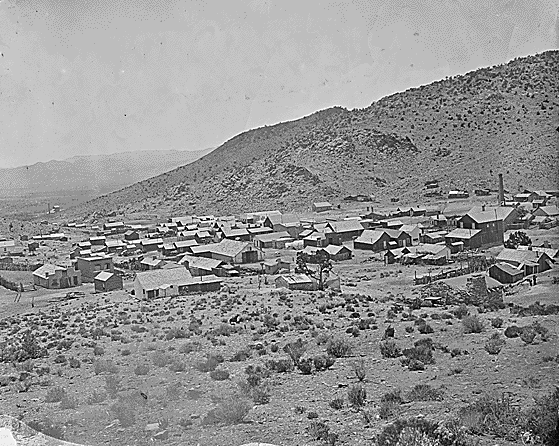
Belmont em 1871

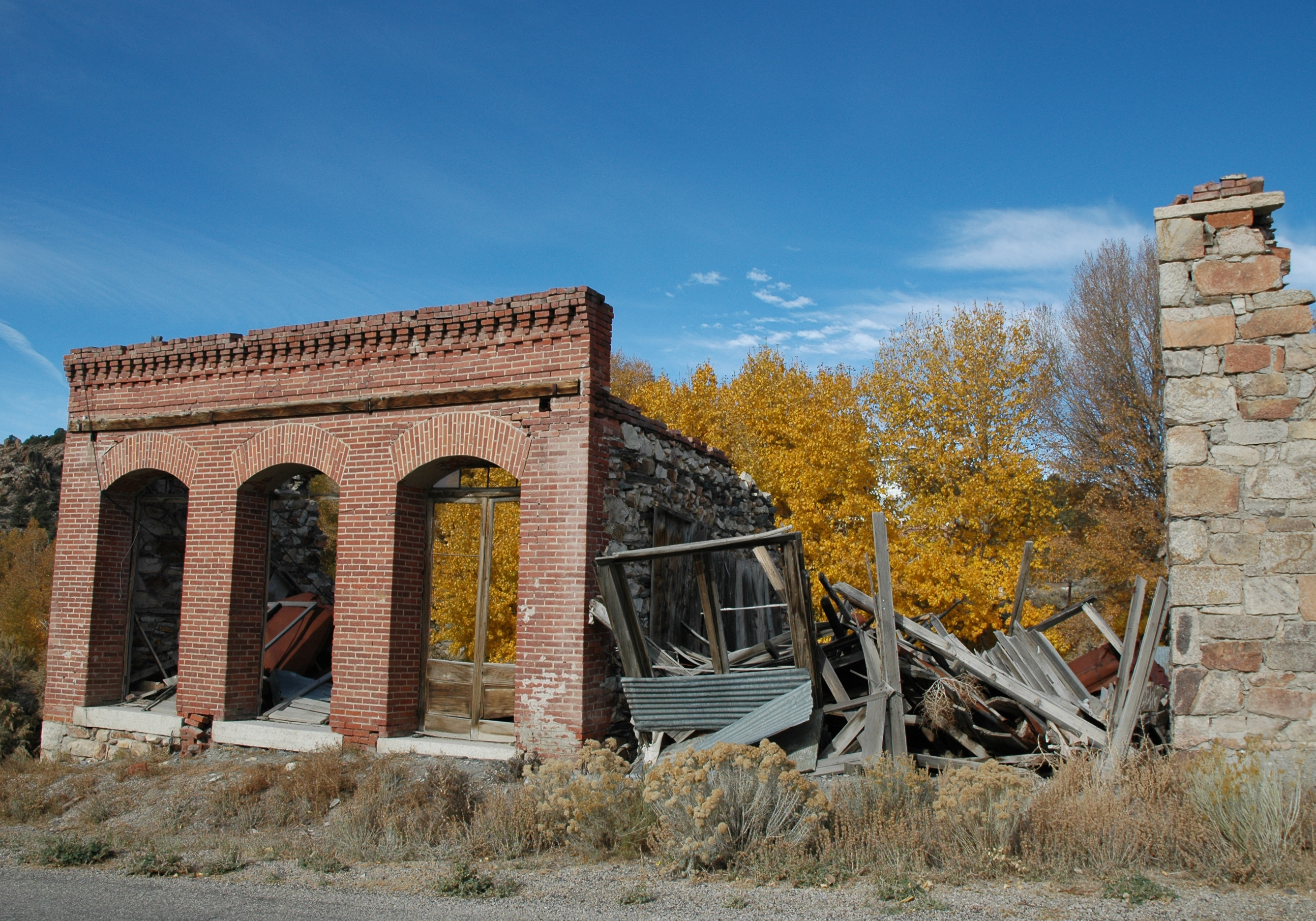
Edifício em ruínas em Belmont.

O nome da cidade deriva da francês "Beaumont" ou "Bela Montanha. Tudo começou em outubro de 1865 quando um prospetor mexicano descobriu um rico depósito de prata nas Montanhas Toquima. Além de prata foram também extraídos do solo de Belmont minerais como cobre, chumbo e antimónio. Nos inícios de 1866, o local chamado inicialmente Silver Bend, The Philadelphia, The Transylvania e finalmente Beaumont foi invadido por muita gente : mineiros, comerciantes, banqueiros, gestores de minas, donos de salloons e outras pessoas oriunda de Ione, Austin e outros locais dos Estados Unidos  Em 1867, a população atingiu os 4.000 habitantes. Foram construídos edifícios de madeira, após a abertura da mina e surgiram sinais de permanência. Em Belmont surgiram serviços básicos numa cidade como um banco, escola, duas igrejas, serviço de telégrafo, posto de correios, várias lojas e até dois jornais concorrentes:o "Silver Bend Reporter" e o "Mountain Champion". O jornal "Mining Journal"relata que dos 50 edifícios de Belmont, 20 eram lojas de uísque. Em 1867, Belmont, tornou-se a capital do condado de Nye.. Em 1868, um edifício em tijolo da rua principal foi adquirido por 5.750 dólares para servir de edifício do governo do condado de Nye.. Contudo o referido edifício não tinha condições para as funções dignas ser a sede de governo. Em 1875, foi aprovada a construção de um novo edifício que ficou completo em 1876. Infelizmente,para muitos, 1876 coincidiu com a queda de extração de prata. Depois de um novo crescimento entre 1883 e 1885, o final da década de 1880 ficou assinalada pelo abandono maciço dos habitantes da cidade, ficando apenas 150 habitantes, a maioria dos quais ligados às responsabilidades derivadas ao fa(c)to de serem funcionários do governo do condado de Nye. Em 1903, muitos mineiros partiram para Tonopah que era nessa altura uma cidade em crescimento devido às atividades mineiras e em 1905, essa cidade tornou-se a sede do condado, título que ainda hoje ostenta. O posto de correios foi encerrado em 1911. Em 1913, renasceu, alguma esperança de reabertura das minas com a construção de um engenho para extrair minério, mas dois anos depois foi encerrado. A partir de então, apesar de algumas explosões repentinas de atividade, Belmont tornou-se e permaneceu até à atualidade como uma cidade fantasma. Em 1974, o condado de Nye entregou o tribunal à Nevada Division of State Parks. Deste modo, a cidade de Belmont teve uma vida de prosperidade de vinte anos, tendo produzindo um montante de 15 milhões de dólares em minérios, enquanto o edifício do governo do condado só funcionou dez anos.

## Hoje
Alguns dos edifícios permanecem em pé, incluindo o edifício do governo do condado de Nye, o  Cosmopolitan Saloon, o Monitor-Belmont Mill, e o engenho de extração. Existem atualmente planos para renovar a cidade,mas terão de esperar pela aprovação do  Belmont Courthouse State Historic Park.